# Batman (álbum)
Batman é o décimo-primeiro álbum de estúdio do cantor e compositor estadunidense Prince idealizado como álbum de trilha sonora do filme Batman. Foi lançado em 20 de junho de 1989 pela Warner Bros. Records como uma tentativa de alavancar o desempenho comercial da gravadora bem como restabelecer Prince como um dos principais artistas do período. Como resultado, o álbum foi um sucesso comercial certificado em multi-platina, sendo eventualmente tido como um sucessor criativo de Purple Rain na carreira do artista.
O álbum ocupou o primeiro lugar na Billboard 200 por seis semanas consecutivas, sendo o primeiro álbum de Prince a alcançar esta posição desde Around the World in a Day. Primeiro single do álbum, "Batdance" se tornou a primeira canção do artista a emplacar o primeiro lugar nas paradas musicais desde "Kiss", de 1986. O álbum foi certificado em platina dupla pela Recording Industry Association of America (RIAA).

## Lista de faixas
Todas as faixas escritas e compostas por Prince. 
| Lado A |                                         |                      |         |  |
| N.º    | Título                                  | Compositor(es)       | Duração |  |
| 1.     | "The Future"                            |                      | 4:07    |  |
| 2.     | "Electric Chair"                        |                      | 4:07    |  |
| 3.     | "The Arms of Orion" (com Sheena Easton) | Sheena Easton Prince | 5:02    |  |
| 4.     | "Partyman"                              |                      | 3:11    |  |
| 5.     | "Vicki Waiting"                         |                      | 4:51    |  |

| Lado B |               |                       |         |  |
| N.º    | Título        | Compositor(es)        | Duração |  |
| 6.     | "Trust"       |                       | 4:23    |  |
| 7.     | "Lemon Crush" |                       | 4:15    |  |
| 8.     | "Scandalous!" | John L. Nelson Prince | 6:14    |  |
| 9.     | "Batdance"    |                       | 6:13    |  |

## Recepção crítica
Em 2016, o crítico de cinema Matt Zoller Seitz elogiou as músicas e os videoclipes produzidos por Prince para o filme Batman mais até do que o próprio filme em si. Para Seitz, as músicas "sugerem um filme de Batman atrapalhado, perverso, sensual e um tanto introvertido" enquanto os videoclipes de Prince seriam "mais perceptivos psicologicamente do que qualquer um dos filmes do Batman".

## Créditos e equipe
- Prince – vocais, guitarra, baixo, teclado, bateria
- Eric Leeds – saxofone
- Atlanta Bliss – trompete
- Sounds of Blackness – coro
- Sheena Easton – vocais
- Clare Fischer – orquestração

## Desempenho nas paradas musicais
| Parada musical (1989)                        | Melhor posição |
| -------------------------------------------- | -------------- |
| Alemanha (Media Control Charts)              | 3              |
| Austrália (ARIA Charts)                      | 4              |
| Áustria (Ö3 Austria Top 40)                  | 3              |
| Bélgica (BEA)                                | 1              |
| Canadá (RPM)                                 | 1              |
| Dinamarca (Hitlisten)                        | 2              |
| União Europeia (European Top 100 Albums)     | 1              |
| Espanha (Promusicae)                         | 5              |
| Estados Unidos (Billboard 200)               | 1              |
| Estados Unidos (Top R&B/Hip-Hop Albums)      | 5              |
| Finlândia (IFPI Finlândia)                   | 2              |
| França (SNICOP)                              | 1              |
| Noruega (VG-lista)                           | 2              |
| Nova Zelândia (NZ Top 40 Albums)             | 4              |
| Países Baixos (MegaCharts)                   | 1              |
| Portugal (Associação Fonográfica Portuguesa) | 3              |
| Reino Unido (UK Albums Chart)                | 1              |

| Para musical (1989)            | Melhor posição |
| ------------------------------ | -------------- |
| Austrália (ARIA Charts)        | 49             |
| Áustria (Ö3 Austria)           | 19             |
| Canadá (Canadian Albums Chart) | 17             |
| Países Baixos (Album Top 100)  | 26             |